# Calyptotheca variolosa
Calyptotheca variolosa är en mossdjursart som först beskrevs av William MacGillivray 1869.  Calyptotheca variolosa ingår i släktet Calyptotheca och familjen Parmulariidae. Inga underarter finns listade i Catalogue of Life.